# Större spetsnäsa
Större spetsnäsa, Aelia rostrata är en skinnbaggeart som beskrevs av Karl Henrik Boheman 1852. Större spetsnäsa ingår i släktet spetsnäsor, Aelia och familjen bärfisar, Pentatomidae. Enligt den svenska rödlistan är arten akut hotad, CR, I Sverige och är möjligen nationellt utdöd. Det finns endast ett fåtal fynd, Ett från Skåne, två från Öland och fyra från Gotland. Dessutom finns det ett tillfälligt fynd från Södermanland där arten troligtvis blev införd. Det finns inga kända fynd i Sverige efter 1942. De finns relativt få fynd även i Danmark men några av fynden är ändå sentida. Arten är vanlig i Sydeuropa och österut. Artens livsmiljö är framförallt torra, soliga ängsmarker men förekommer även i jordbrukslandskap.